# Cyrtarachne lactea
Cyrtarachne lactea är en spindelart som beskrevs av Pocock 1898. Cyrtarachne lactea ingår i släktet Cyrtarachne och familjen hjulspindlar. Inga underarter finns listade i Catalogue of Life.